# پتار لونچارویچ
پتار لونچارویچ (سیریلیک صربی: Петар Лончаревић؛ ۲۰ نوامبر ۱۹۰۷ – ۳۰ مارس ۱۹۷۸) بازیکن فوتبال اهل یوگسلاوی بود.
از باشگاه‌هایی که در آن بازی کرده‌است می‌توان به باشگاه فوتبال یوگسلاویا اشاره کرد.
وی همچنین در تیم ملی فوتبال یوگسلاوی بازی کرده‌است.